# 1075
Cette page concerne l'année 1075  du calendrier julien.
L'année 1075 est une année commune qui commence un jeudi.

## Événements

### Asie
- Shen Kuo, envoyé en mission diplomatique par les Song auprès de la dynastie Liao, résout un différend frontalier entre les deux empires[1].
- Incursion chinoise des Song contre la dynastie Lý au Viêt Nam (fin en 1077)[2].
- Le stratège byzantin Théodore Gabras chasse les Turcs du thème de Chaldée, il reprend Trébizonde, occupée depuis 1074, et gouverne en prince indépendant jusqu’en 1098[3].

### Europe

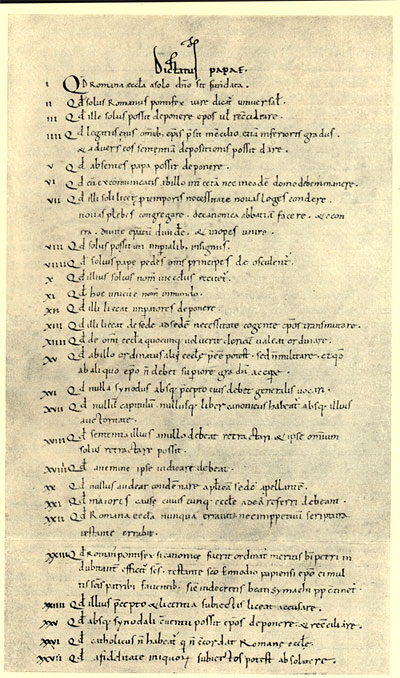
Dictatus papæ, archives du Vatican. Un recueil de 27 propositions définit les pouvoirs du pontife et justifie son programme : seul le pape a, par le Christ, un pouvoir absolu et universel. Maître de l’Église, il est au-dessus de tous les princes laïcs qu’il peut déposer s’ils ne respectent pas les droits de Dieu et de l’Église. Le décret n’est publié par les princes, qui y voient une atteinte à leur autorité, ni en Angleterre, ni en Espagne, ni dans le Saint-Empire. En France, le légat Hugues de Die peut épurer l’épiscopat, malgré l’opposition de Philippe Ier et de la noblesse.

- 3-4 mars[4] : Dictatus papæ, décret de Grégoire VII interdisant aux évêques de recevoir leur charge des mains d’un laïc. Grégoire VII proclame l'évêque de Rome chef absolu de l'Église.
- 15 avril : le chef du mouvement des Patarins Erlembald (en) est tué dans une émeute de rue à Milan[5].
- 9 juin : Henri IV écrase la révolte de Saxe à la bataille de Langensalza (en)[6].

- 14 septembre : le comte Adalbert de Calw renonce à ses droits sur le monastère d'Hirsau[7]. Le 9 octobre un diplôme de l'empereur Henri IV confirme la cession[8] (authenticité controversée). Guillaume de Hirsau se rend à Rome à la fin de l'année pour que le pape confirme les exemptions de l'abbaye. Il prend le parti du pape dans la Querelle des Investitures et à son retour propage la réforme grégorienne en Allemagne[9].

- 27 octobre : les révoltés saxons font leur soumission à l'empereur Henri IV à Spire[10].

- 20 décembre : fondation de l'abbaye de Molesme par le moine réformateur Robert[11].

- Campagne de Nicéphore Bryenne en Bulgarie. À leur retour le corps des Petchenègues et l’armée du thème de Paristrion et son duc Nestor menacent Constantinople. Le ministre Niképhoritzès achète les principaux chefs des mutins et Nestor bat en retraite[3].
- Alexis Comnène est nommé stratopédarque (il n'a que 15 ans) et est chargé de s'emparer du Normand Roussel de Bailleul qui sévit en Asie mineure[12]. Il s'empare de lui en s'alliant avec les Turcs de Tutuş qui lui livrent Roussel contre rançon[13].
- Révolte des comtes en Angleterre contre Guillaume le Conquérant[14]. Guillaume le Conquérant repousse une flotte danoise venue soutenir les révoltés devant le Yorkshire[15].
- Alphonse VI de León transfère le siège épiscopal d'Oca à Burgos[16].
- L'évêque Hugues de Die est nommé légat du pape en Gaule pour mener la réforme[17].

## Décès en 1075
- Jean VIII Xiphilin en août 1075[18]